# Agrupación Deportiva Almería
La Agrupación Deportiva Almería fue un club de fútbol español de la ciudad de Almería que desapareció en el verano de 1982 por problemas económicos. Fue fundado en 1971 y solo estuvo activo 11 años en los que militó en categorías tan dispares como Regional Preferente y Primera División.
Entre sus logros destacan las 2 temporadas que estuvo el club en la Primera División de España, entre los años 1979 y 1981. Además, Juan Rojas, quien era capitán del equipo, es uno de los pocos jugadores que ha pasado por todas las categorías nacionales con un mismo equipo: Regional, Tercera División, Segunda B, Segunda y Primera.

## Historia
La Agrupación Deportiva Almería se fundó el 14 de junio de 1971 por la colaboración de tres clubes modestos de Almería: Plus Ultra CF, UD Pavía y CD Arenas.
Comenzó en la categoría de Regional Preferente Andaluza, ocupando la plaza que ostentaba la U.D. Pavía en dicha competición, tomando además la mayoría de sus jugadores e incorporando otros procedentes sobre todo del Plus Ultra C.F. y también del C.D. Arenas. 

### Ascenso a tercera
En su primera temporada de vida la AD Almería deja un registro para la historia: 21 victorias consecutivas y 29 jornadas sin perder. La racha solo se rompre en el último partido de Liga, cuando los almerienses, con el título en el bolsillo hacia semanas caen en Loja.Quedando campeón de la competición logrando 94 goles.
El ascenso a Tercera División pasa por una eliminatoria con el campeón del otro grupo andaluz, el San Fernando. Rojas abrió el camino con un gol en terreno gaditano y Goros evitó en la vuelta que el pulso acabara en la prórroga, con el tanto del empate a uno final. En su primera temporada en Tercera División consiguen un sexto puesto, y tan solo el primer y segundo clasificado marcan más goles que los almerienses.
El primer mes de Liga de la temporada 1973-74 define a los dos grandes candidatos al título: la AD Almería y el Recreativo de Huelva. Los almerienses no logran conseguir el título debido a una alineación indebida en Jaén. Perdido el ascenso directo, a la AD Almería le queda la vía de la promoción. Su rival va a ser el Córdoba CF. El ascenso se complica con el 3-1 en el partido de ida en El Arcángel. El gol de Rojas da esperanzas. El domingo 16 de junio de 1974 se jugaba el partido de vuelta. Belmonte, Unamuno y Rojas lograron con sus goles remontar el marcador de la ida. Durante siete minutos, miles de aficionados se veían en Segunda División. Hasta que, a diez minutos del final, el Córdoba marca y fuerza la prórroga, donde el conjunto almeriense encaja un segundo tanto y se despide del ascenso.
En la temporada 1974-75, con una directiva renovada, el Almería se juega el descenso en la última jornada. Los visitantes empatan en dos ocasiones. La victoria 4-2 permite a los rojiblancos disponer de otra oportunidad para salvarse. En la promoción ganan 6-0 y consiguen la permanencia.
Enrique Alés es el entrenador en la temporada 1975-76. La plantilla se renueva al completo. El equipo se pone segundo en la jornada 8. No hay forma de alcanzar al Real Jaén en el liderato. De nuevo se escapa el ascenso directo y hay que jugar la eliminatoria. El rival de los almerienses será el Terrassa FC. El 20 de junio de 1976, ante más de 20.000 espectadores, la AD Almería logra, en el campo del Terrassa, un empate a uno. La ilusión del ascenso se iría tras conocer una noticia que deja atónitos a los almerienses: el Comité de Competición estudia la denuncia presentada al día siguiente del partido por el Terrassa por una alineación indebida de la AD Almería. El jugador denunciado es el portero Hierro, que había sido alineado en 37 partidos de Liga, 3 de Copa y la ida de la promoción. El fallo se anuncia el viernes de esa misma semana: dar la eliminatoria por perdida a la AD Almería.
La noticia provoca una multitudinaria manifestación de aficionados por las calles almerienses. Parten hacia Madrid varios autocares y, a la mañana siguiente, la protesta se traslada hasta las puertas de la Federación. El Comité de Apelación, dos semanas más tarde, ratifica la sanción.

### Rumbo a Segunda
El 5 de septiembre de 1976 se consigue la primera victoria en el recién estrenado Estadio Franco Navarro. En la primera jornada de Liga los almerienses se imponen al Gimnástico de Melilla por 3-1. En la quinta jornada el Sevilla Atlético se lleva siete goles. El Almería es líder en solitario tras las diez primeras jornadas.
Los rojiblancos se proclaman campeones de invierno tras golear al Mérida Industrial el 7 de enero de 1977. Dos almerienses, Rojas y Polo, firman los goles que derrotan al Murcia ese mismo mes.
Las derrotas en Jerez y Ceuta descuelgan al equipo de la cabeza. El Murcia se escapa en solitario, era el único billete posible para Segunda división. Ahora el objetivo es colarse en la Segunda B, de nueva creación. El empate en casa con el Algeciras CF provoca una lluvia de objetos. Las relaciones entre la plantilla y el club se tensan.
La directiva reacciona y anuncia el retorno de Enrique Alés al banquillo antes de que finalice la temporada. La tercera posición final es el billete para salir de la Tercera División, el Almería asciende a Segunda B.
La temporada 1977-78 empieza con una racha de victorias. En seis jornadas, cinco triunfos y un empate. El liderato llega tras vencer en el Sánchez Pizjuán al Sevilla Atlético y solo se perdería la jornada siguiente tras perder en Algeciras.
El 23 de abril de 1978, un millar de seguidores almerienses toman las gradas del Estadio jerezano "Marqués de Domecq". La AD Almería está a un paso de la Segunda División . Enrique Alés no hace sustituciones en el once que lograría el ascenso ese mismo día: Marco; Paniagua, Mantecón, Rocamora, Pino; Mendoza, Unamuno, Martínez, Jeromo; Rojas y Gregorio.
Los homenajes se prolongan durante tres semanas, hasta el final de la Liga. El 4-0 al Mallorca es la brillante clausura a la temporada.

### Ascenso a primera: campeones con Maguregui
Tras la dimisión de Enrique Alés, la AD Almería firma a José María Maguregui como nuevo entrenador. Venía de ascender al Celta y era ya un nombre conocido en el fútbol español.
El 5 de julio, Franco Navarro, alegando prescripción médica, presenta oficialmente su dimisión en una reunión de la junta. Augusto Arteaga Gandía le sustituye.
La Liga arranca el 3 de septiembre de 1978 con un triunfo sobre el Castilla por 2-1. El Betis toma el mando en la clasificación, pero el recién ascendido Almería no se descuelga de la zona alta. Acaba el mes de septiembre en la cuarta posición, a un punto del líder. Esa semana se vuelve a cambiar de presidente, Arteaga dimite. La junta elige en una votación secreta a Alfonso García Sánchez, que anuncia elecciones para el final de la temporada.
Ante el Valladolid, que llegaba como líder, empieza la imparable racha como local que los lleva a ganar todos los partidos en el Estadio Franco Navarro hasta el final de la Liga.
El rotundo 1-4 en la Condomina despierta en la AD Almería ambiciones insospechadas. A falta de diez jornadas el equipo está a tres puntos de la Primera División.
El partido crucial para el ascenso fue contra el Betis. El 4-0 de la ida y la calidad de los verdiblancos les dan el cartel de favoritos. El partido estuvo empatado hasta el minuto 92, después de un acoso rojiblanco plasmado en once saques de esquinas y diecisiete tiros a portería. Tuvo que ser un suplente, Abarca, que entró a falta de cinco minutos, el autor de un gol que desató el delirio en las abarrotadas gradas del Franco Navarro. Ortega había delantado al Betis y Jeromo igualó de penalti.
El Almería se pone tercero en la jornada 35. La visita del colista, el Racing de Ferrol, se resuelve con un cómodo 0-2. El Málaga falla en casa y el Granada pierde fuera, así que los rojiblancos conquistan el liderato. El ascenso y el título de campeón pasan por ganar en Castellón.
Con 20.000 almas en las gradas del Franco Navarro, la AD Almería culmina el 10 de junio de 1979 el viaje iniciado ocho años antes en categoría regional y en campos de tierra. Las puertas de la Primera División se abren de par en par con tres goles que adornan la gesta. Jeromo, Rolón y Rojas ponen la rúbrica a una campaña excepcional. Un recién ascendido que se proclama campeón.
La AD Almería debuta en Primera División el sábado 8 de septiembre frente al RCD Español en el Estadio de Sarriá, una alocada segunda mitad le costó a los rojiblancos un serio correctivo: 5-2. La primera victoria de la AD Almería llegaría tan solo una semana después, ante el Zaragoza por 1-0. Cerró su temporada en Primera División empatando a 1 con el FC Barcelona en el Franco Navarro y acabando décimo en la tabla clasificatoria, una gran clasificación para un recién ascendido.
La Agrupación constaba de la siguiente plantilla en su primera temporada en la liga de las estrellas: Abarca, Andujar, R. Arias, B. Camacho, B. Cesar, J. Contreras, G. Corral, M. Duran, M. Garay, Lobato, O. López, R. Martínez, Maxi, Andoni Murua, Odair, Paniagua, Paquito M.G., Pavón, Piñero, Rolon, Rozas, Serran, Tarres, Vila Bosch y Juan Rojas. Este último fue capitán en la pequeña andadura por la Primera División. Además el actual capitán de la UD Almería, José Ortiz, celebró el logrado ascenso frente a la Ponferradina llevando la camiseta de Juan Rojas en honor a dicho capitán y jugador querido en toda la provincia de Almería. Es el primer lleno de la temporada: más de quince mil localidades vendidas y casi cuatro millones de recaudación. Los visitantes acuden al partido con doble motivación ante un líder invicto en casa. La racha la rompe el menos pensado, el Portuense, con un inesperado 1-3.

### Descenso y desaparición
Arsenio Iglesias fue el nuevo entrenador de la AD Almería en su segunda temporada en Primera División.
En la jornada 6 el equipo ya se encontraba en la zona de descenso, situación que duró durante toda la temporada, acabando 18.º en la clasificación y descendiendo a Segunda División el 5 de abril de 1981, a falta de tres jornadas para acabar el campeonato.
La siguiente temporada, la AD Almería intenta armar un equipo que pueda retornar a Primera División y mantiene la base del equipo de la anterior temporada, seis son los refuerzos y Enrique Díaz "Pachín" el entrenador.
Debido a las deudas del club, el comienzo de temporada fue caótico. Después de dos semanas de huelga, la Liga arrancó para el equipo almeriense en casa contra el Burgos CF. Hasta que la Federación no tuviera los avales, solo podían jugar los futbolistas con contrato en vigor la temporada pasada y los que no sean profesionales. Esto obligó a la AD Almería a tirar de la cantera. La directiva ideó una solución para conseguir el visto bueno de la AFE y las licencias federativas. El club tiene un patrimonio, su Estadio, y propone realizar una segunda hipoteca como garantía de los pagos. La proposición se acepta y, con la aprobación verbal de Pablo Porta ante testigos, la Federación Andaluza, la AFE y la AD Almería firman en Sevilla un documento que deja claro que los jugadores cobrarán y el equipo podrá competir.
La alegría por el acuerdo es efímera. El Almería juega con su mejor once en la tercera jornada y gana al Levante, al Mallorca, empata con el Sabadell y el Recreativo de Huelva. Va a La Coruña y empata con un gol de Rolón. El ascenso está a tan solo un punto y el equipo va creciendo en solidez y confianza.
Los jugadores acuden el viernes 23 de octubre a la Asamblea de socios que debe ratificar la segunda hipoteca del estadio. Gana el sí de forma abrumadora y se cumple el requisito exigido por la Federación Española. Influido por la Comisión de Clubes, que preside Eugenio Montes Cabeza, Pablo Porta da marcha atrás. Desautoriza el documento firmado por Adolfo Cuéllar, el presidente de la Federación Andaluza, y Joaquín Sierra "Quino", en nombre de la AFE. La Federación exige ahora que la Caja de Ahorros le ceda la primera hipoteca. La entidad ahorradora no lo ve viable y, además, recuerda que ya ha vencido el plazo de cinco millones sin que se hubiesen ejecutado acciones contra el club. El domingo 1 de noviembre de 1981 la AD Almería recibe la primera estocada. En el campo de Balaídos, el colegiado asturiano Álvarez Díaz, sorprende al delegado rojiblanco y retiene las seis fichas de los jugadores firmados ese verano. La expedición almeriense se rebela ante el abuso de poder federativo y se planta a la mañana siguiente en la sede madrileña de Alberto Bosch y quince jugadores, el entrenador, el delegado, el utillero y el masajista se encierran en la sala de visitas de la Federación. La plantilla culpa a la Federación por romper el acuerdo y no desiste en su protesta con el paso de los días. Esto le cuesta al club la eliminación copera.
En pleno encierro, Porta presiona a Alfonso García para que dimita. El presidente firma su carta de dimisión y vuelve a Almería para hacerla oficial en el club. Enrique Sánchez ocupa el cargo hasta que toma posesión una nueva junta comandada por Jesús García Compra, Antonio Gómez Pomares y Juan Cano Hernández.
Los jugadores apuran su protesta hasta el último momento. Salen de Madrid a las cuatro de la madrugada del domingo para jugar a las cinco de la tarde en el Franco Navarro contra el Getafe. Llegan una hora y media antes. Cansados, sin dormir, después de una semana agotadora, salen al campo con el público puesto en pie para recibirlos. Pachín se ha ido. El equipo acaba extenuado y derrotado. Paco Góngora dimite y sentencia que "el fútbol sólo se arregla con dinero". Cuatrocientos nuevos socios dan esperanzas. Se abren cuentas de ayuda en varios bancos y la ciudad comienza a responder. La AFE exige a la Federación que cumpla lo firmado y los jugadores cobran 18 millones, la mitad de la deuda denunciada. Tras eso, ganan a varios equipos y el ascenso se pone a pocos puntos. Hasta que Pablo Porta sale reelegido presidente. El Comité de Competición castiga duramente al Almería: cuatro puntos menos por alineación indebida de los jugadores a los que la Federación había autorizado y repetición en campo neutral de los partidos ganados al Deportivo y Mallorca. Ocho puntos vuelan del casillero almeriense y con ellos toda la ilusión de pelear por el ascenso. La Agrupación termina la liga quedando antepenúltimo y desciende en Salamanca el 16 de mayo de 1982 a falta de una jornada.
Un mes más tarde el club hace pública una deuda de 223 millones de pesetas. Aun así, los planes son seguir adelante en Segunda B. Se firma a José Víctor como entrenador y en el plantel siguen pilares como Maxi, Camacho, Garay o Martínez.
La Comisión de Clubes, dependiente de la Federación, reclama a la AD Almería 50 millones de pesetas para poder iniciar la temporada 1982/83. Son salarios a jugadores y traspasos a clubes pendientes de pago en las dos últimas campañas. La directiva negocia en Madrid una salida, ofrece pagar 30 millones y aplazar otros 20 en tres años. La Comisión se niega y, el miércoles 25 de agosto, el club desciende a Tercera División.
Los jugadores reciben la noticia en su regreso de una gira por Marruecos y Melilla y deciden encerrarse en el Ayuntamiento. La directiva dimite y califica de "incoherentes y dictatoriales" las exigencias federativas. Nadie acude al Ayuntamiento y los jugadores abandonan el encierro a las pocas horas. Celebran una comida de despedida y dejan la ciudad. El último acto de la Agrupación Deportiva Almería es la asamblea de socios convocada el 2 de septiembre de 1982 en el colegio de La Salle. La directiva reitera su marcha y considera inviable competir en Tercera División debido a las deudas. Se vota la propuesta de desaparición del club. Más de mil socios, de pie y a mano alzada, firman el final de una aventura que llevó al fútbol de Almería a la cima.

## Trayectoria
| Año     | División | Plaza | Copa del Rey |
| ------- | -------- | ----- | ------------ |
| 1971/72 | Regional | 1.º   |              |
| 1972/73 | 3.ª      | 10.º  |              |
| 1973/74 | 3.ª      | 2.º   |              |
| 1974/75 | 3.ª      | 16.º  |              |
| 1975/76 | 3.ª      | 2.º   |              |
| 1976/77 | 3.ª      | 3.º   |              |
| 77/78   | 2.ªB     | 1.º   |              |
| 1978/79 | 2.ª      | 1.º   |              |
| 1979/80 | 1.ª      | 10.º  |              |
| 1980/81 | 1.ª      | 18.º  |              |
| 1981/82 | 2.ª      | 18.º  |              |

## Datos del club
- Temporadas en 1.ª: 2
- Temporadas en 2.ª: 2
- Temporadas en 2ªB: 1
- Temporadas en 3.ª: 5
- Temporadas en  Regional Preferente autonómica: 1

## Palmarés

### Torneos nacionales
- Campeón: Segunda División (1): 1978/79
- Campeón: Segunda B (1): 1977/78
- Subcampeón: Tercera División (2): 1973/74,1975/76

### Torneos Regionales
- Campeón Regional Preferente Autonómica (1): 1971/72

### Trofeos amistosos
- Trofeo Remasa: (2) 1971, 1972
- Trofeo Ciudad de Almería: (2) 1980, 1981
- Trofeo Feria de San Julián (Cuenca): (1) 1978
- Trofeo Ciudad de Ceuta: (1) 1979
- Trofeo Bahía de Algeciras: (1) 1981